# Eterio Ortega Santillana
Eterio Ortega Santillana (Presencio, Burgos, 1962) es un director de cine, realizador y escultor español.
Es licenciado en Bellas Artes por la Universidad del País Vasco.Ha realizado más de 40 documentales para cine y televisión.En 1998 inicia una fructífera colaboración con Elías Querejeta productor de algunas de sus películas más conocidas.